# Alfa Microscopii
Alfa Microscopii (Alpha Mic, α Microscopii, α Mic) è una stella della costellazione del Microscopio.
Ha una magnitudine apparente di 4,89 e, nonostante il nome, è la quarta stella della costellazione per luminosità.
Se vista al telescopio si nota vicino un'altra stella di 10ª magnitudine, si pensava fosse una compagna di Alfa Microscopii ma approfondite osservazioni hanno stabilito che non sono legate gravitazionalmente..

## Caratteristiche fisiche
Alfa Microscopii è una gigante gialla, nata poco più di 400 milioni di anni fa come una stella di classe B V, e nei suoi ultimi 70 milioni di anni si è espansa raggiungendo lo stadio di stella gigante. È più fredda del Sole, ma con un raggio 17,5 volte superiore è comunque 160 volte più luminosa. 